# Отделение ООН по правам палестинцев
Отделение Организации Объединенных Наций по правам палестинцев (также Отдел по правам палестинцев, англ. United Nations Division for Palestinian Rights, сокр. UNDPR) является частью Департамента ООН по вопросам политики и миростроительства Секретариата ООН.

## История
Подразделение было организовано ООН для продвижения интересов палестинских арабов резолюцией Генеральной Ассамблеи № 3240 от 2 декабря 1977 года, первоначально как спецгруппа (англ. Special Unit) по правам палестинцев при Секретариате ООН.
В 1979 году спецгруппа была переименована в Отделение ООН по правам палестинцев, полномочия которого затем ежегодно продлевались и несколько раз расширялись.

## Деятельность
Согласно официальному сайту Отделения ООН по правам палестинцев, его основные функции:
- Обеспечение поддержки и услуг для Комитета по осуществлению неотъемлемых прав палестинского народа
- Оказание помощи Комитету при применении своего мандата и поощрение и реализация её рекомендаций
- Планирование, организация и исполнение программы международных встреч Комитета
- Поддержание связей с организациями по гражданским правам
- Организация ежегодного проведения Международного дня солидарности с палестинским народом
- Подготовка исследования и публикаций, «касающихся палестинского вопроса и неотъемлемых прав палестинского народа и содействие как можно более широкому их распространению, в том числе и в сотрудничестве с Департаментом общественной информации»
- Поддержание и развитие ЮНИСПАЛ[англ.] (информационной системы ООН по вопросу о Палестине).

## Публикации
Отделение ООН по правам палестинцев выпускает:
- Ежемесячный бюллетень о международной деятельности по палестинскому вопросу, содержащий резолюции, решения и коммюнике соответствующих органов Организации Объединенных Наций и других межправительственных органов и учреждений
- Периодический бюллетень «События, связанные с мирным процессом на Ближнем Востоке»
- Ежемесячный хронологический обзор событий, взятых из прессы и других открытых источников
- Специальный бюллетень по случаю Международного дня солидарности с палестинским народом
- Ежегодный сборник резолюций и решений Генеральной Ассамблеи и Совета Безопасности по палестинскому вопросу.

## Учебные программы
Отделение ООН по правам палестинцев с 1996 года проводит ежегодную программу подготовки сотрудников Палестинской администрации. Программа осуществляется в штаб-квартире ООН в сотрудничестве с Постоянной миссией наблюдателя от Государства Палестина при ООН с сентября по декабрь каждого года одновременно с ежегодными сессиями Генеральной Ассамблеи.

## Критика
ООН и его Отделение по правам палестинцев часто критикуются за их подход к палестино-израильскому конфликту, расцениваемый критиками как антиизраильский и антисемитский.